# غوغ تبة (أختاتشي محالي)
غوغ تبة (بالفارسية: گوگ‌تپه) هي قرية تقع في إيران في أذربيجان الغربية. يقدر عدد سكانها بـ 120 نسمة بحسب إحصاء 2016.